# Championnat du monde des voitures de sport 1992
Navigation
Édition précédente
Le Championnat du monde des voitures de sport 1992 est la 40e et dernière saison du Championnat du monde des voitures de sport (WSC) FIA. Il est réservé pour les voitures du Groupe C classées en deux catégories : C1 et FIA Cup. Il s'est couru du 26 avril 1992 au 18 octobre 1992, comprenant six courses. Ce championnat n'a failli pas voir le jour : annulé par la FIA le 11 novembre 1991 il a finalement été réintégré le 5 décembre 1991 lors du Conseil mondial de la FIA.

## Calendrier
| Manche | Course                                              | Circuit                       | Participants | Date          |
| ------ | --------------------------------------------------- | ----------------------------- | ------------ | ------------- |
| 1      | 500 kilomètres de Monza                             | Autodromo Nazionale di Monza  | 11           | 26 avril      |
| 2      | 500 kilomètres de Silverstone - BRDC Empire Trophy  | Circuit de Silverstone        | 11           | 10 mai        |
| 3      | 24 Heures du Mans                                   | Le Mans                       | 28           | 20 et 21 juin |
| 4      | 500 kilomètres de Donington - Triton Showers Trophy | Donington Park                | 10           | 19 juillet    |
| 5      | 1 000 kilomètres de Suzuka                          | Circuit de Suzuka             | 11           | 30 août       |
| 6      | 500 kilomètres de Magny-Cours                       | Circuit de Nevers Magny-Cours | 8            | 18 octobre    |

## Résultats de la saison

### Attribution des points
Les points sont distribués aux dix premiers de chaque course dans l'ordre de 20-15-12-10-8-6-4-3-2-1 points, toutefois :
- Les pilotes qui ne conduisent pas la voiture dans un certain pourcentage de tours dans une course n'ont pas droit aux points.
- Les constructeurs ne reçoivent les points que de leur voiture la mieux classée, les autres voitures du même constructeur ne marquant aucun point, cependant les points sont attribués aux pilotes de ces voitures.
- Le pilote et les équipes ne marquent pas de points s'ils n'accomplissent pas 90 % de la distance du vainqueur.

### Courses
| Manche | Circuit     | Équipe vainqueur C1                        | Équipe vainqueur FIA Cup                            | Résultats |
| Manche | Circuit     | Pilote vainqueur C1                        | Pilote vainqueur FIA Cup                            | Résultats |
| ------ | ----------- | ------------------------------------------ | --------------------------------------------------- | --------- |
| 1      | Monza       | Toyota Team Tom's                          | Chamberlain Engineering                             | Résultats |
| 1      | Monza       | Geoff Lees Hitoshi Ogawa                   | Bernard Thuner Ferdinand de Lesseps                 | Résultats |
| 2      | Silverstone | Peugeot Talbot Sport                       | Chamberlain Engineering                             | Résultats |
| 2      | Silverstone | Derek Warwick Yannick Dalmas               | Ferdinand de Lesseps Will Hoy                       | Résultats |
| 3      | Le Mans     | Peugeot Talbot Sport                       | Chamberlain Engineering                             | Résultats |
| 3      | Le Mans     | Derek Warwick Yannick Dalmas Mark Blundell | Ferdinand de Lesseps Richard Piper Olindo Iacobelli | Résultats |
| 4      | Donington   | Peugeot Talbot Sport                       | Chamberlain Engineering                             | Résultats |
| 4      | Donington   | Mauro Baldi Philippe Alliot                | Ferdinand de Lesseps Will Hoy                       | Résultats |
| 5      | Suzuka      | Peugeot Talbot Sport                       | Chamberlain Engineering                             | Résultats |
| 5      | Suzuka      | Derek Warwick Yannick Dalmas               | Ferdinand de Lesseps Nick Adams Masahiro Kimoto     | Résultats |
| 6      | Magny-Cours | Peugeot Talbot Sport                       | Chamberlain Engineering                             | Résultats |
| 6      | Magny-Cours | Mauro Baldi Philippe Alliot                | Ferdinand de Lesseps Nick Adams                     | Résultats |

### Championnat du monde des écuries
Il y a deux classements, un premier pour toutes les catégories et un deuxième pour la catégorie FIA Cup uniquement.

#### Classement catégorie FIA Cup
† - Chamberlain Engineering ne marque pas de points pour le championnat des constructeurs dans la 5e manche parce qu'il est le seul de sa catégorie à concourir.

### Championnat du monde des pilotes
Il y a deux classements, un premier pour toutes les catégories et un deuxième pour la catégorie C2 uniquement.